# سقف مائل

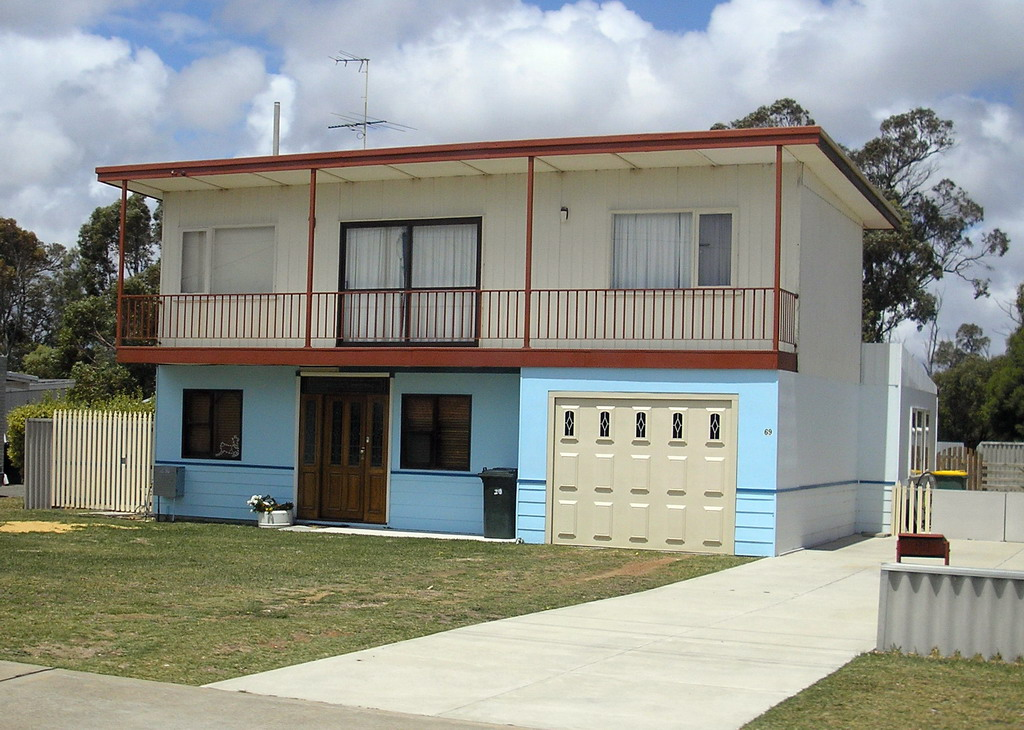
سقف مائل في أستراليا.

السقف المائل أو السقف السكيليوني (بالإنجليزية: Skillion roof أو Lean-to roof) هو نوع من الأسقف التي تتكون من سطح مائل مفرد، ينطلق من نهاية جدار، وينتهي بجدار أعلى يحدد اتجاه الميل على الجانب.  يُستعمل ها النوع من الأسقف بالإضافة إلى الأسقف المضاعفة الميل في المناطق الغزيرة الأمطار، وتزداد ميول الأسقف شدة في المناطق التي تكثر فيها الثلوج، كما في معظم المناطق الشمالية من أوروبا.

## وصلات خارجية
- تصميم وبناء السقف المائل

## معرض صور

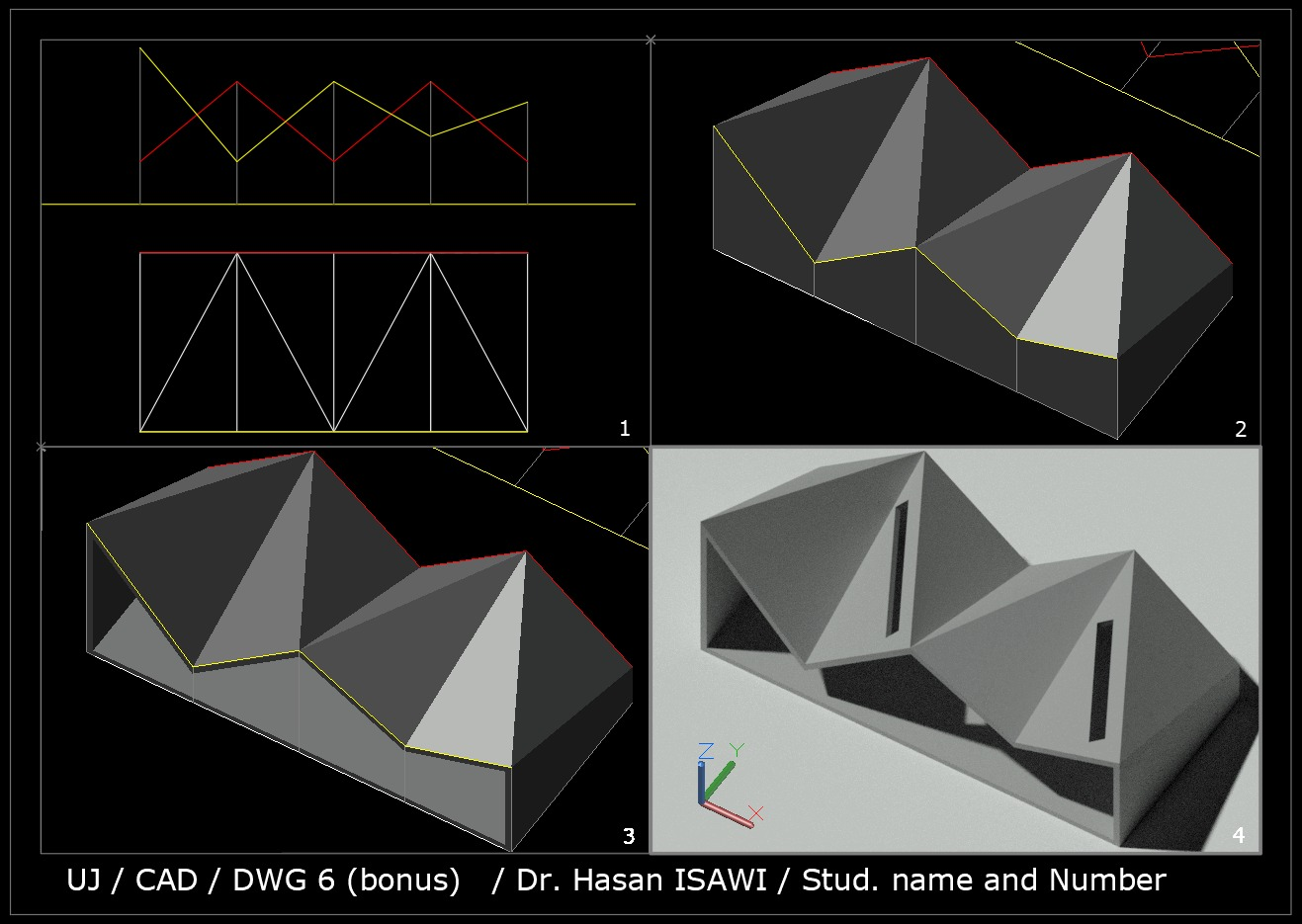
نمذجة سقف مائل متعدد الطيات- Multi-sloped Roof